# Дукла
Дукла (пољ. Dukla) град је у Пољској у Војводству поткарпатском. По подацима из 2012. године број становника у месту је био 2194.
.

## Становништво
| 2012. |
| ----- |
| 2.194 |

## Партнерски градови
- Будимпешта XVII округ